# Un figlio dei fiori non pensa al domani/Vola bambino
Un figlio dei fiori non pensa al domani/Vola bambino è il settimo singolo discografico del gruppo musicale I Nomadi pubblicato in Italia nel 1967 dalla Columbia.

## Descrizione
Il primo brano, Un figlio dei fiori non pensa al domani, è la versione con testo in italiano scritto da Francesco Guccini del brano Death of the Clown scritto da Dave Davies e pubblicato originariamente dai The Kinks mentre, Vola bambino, è la versione con testo in italiano scritto da Mogol del brano Hi Ho Silver Lining composto da Larry Weiss e Scott English.

## Tracce
Lato A
1. Un figlio dei fiori non pensa al domani – 3:07 (testo: Francesco Guccini – musica: Dave Davies)

Lato B
1. Vola bambino – 2:47 (testo: Mogol – musica: Laurence Weiss, Scott English)

## Formazione
- Beppe Carletti: tastiere
- Bila Copellini: batteria
- Gianni Coron: basso
- Augusto Daolio: voce
- Franco Midili: chitarra